# Une Seule Nuit
Une Seule Nuit je himna Burkine Faso. Također je poznata i kao L'Hymne de la victoire ili Ditanyè. Službeno je na francuskom jeziku.
Tadašnji predsjednik Thomas Sankara napisao je riječi himne i glazbu 1984. godine, čime je zamijenjena prijašna himna Gornje Volte: Hymne National Voltaïque. 

## Francuski jezik
Contre la férule humiliante il y a déjà mille ans, 

La rapacité venue de loin les asservir il y a cent ans.

Contre la cynique malice métamorphosée

En néocolonialisme et ses petits servants locaux

Beaucoup flanchèrent et certains résistèrent.

Mais les échecs, les succès, la sueur, le sang

Ont fortifié notre peuple courageux et fertilisé s lutte héroïque. 
Coro:

Et une seule nuit a rassemblée en elle

L'histoire de tout un peuple.

Et une seule nuit a déclenché sa marche triomphale

Vers l'horizon du bonheur.

Une seule nuit a réconcilié notre peuple

Avec tous les peuples du monde,

A la conquête de la liberté et du progrès

La patrie ou la mort, nous vaincrons.
Nourris à la source vive de la Révolution.

Les engagés volontaires de la liberté et de la paix

Dans l'énergie nocturne et salutaire du 4 août

N'avaient pas que les armes à la main, mais aussi et surtout

La flamme au coeur pour legitimement libérer

Le Faso à jamais des fers de tous ceux qui

Çà et, là en poluaient l'âme sacrée de l'indépendance, de la souveraineté. 
(Coro)
Et séant désormais en s dignité recouvrée

L'amour et l'honneur en partage avec l'humanité,

Le peuple du Burkina chante un hymne à la victoire,

A la gloire du travail libérateur, émancipateur.

A bas l'explotation de l'homme par l'homme!

Hé en avant pour le bonheur de tout homme,

Par tous les hommes aujourd'hui et demain, par tous les hommes ici et pour toujours!
(Coro)
Révolution populaire notre sève nourricière.

Maternité immortelle du progrès à visage d'homme.

Foyer éternel de démocratie consensuelle,

Où enfin l'identité nationale a droit de cité,

Où pour toujours l'injustice perd ses quartiers,

Et où, des mains des bâtisseurs d'un monde radieux

Mûrissent partout les moissons de væux patriotiques, brillent les soleils infins de joie.
(Coro)